# John August
John August (4 de agosto de 1970) es un guionista y director de cine estadounidense, más conocido por sus frecuentes colaboraciones con la escritura de guiones para las películas de Tim Burton.

## Biografía
August nació y se crio en Colorado como John Meise. Obtuvo la Licenciatura en Periodismo de la Universidad de Drake en Des Moines, Iowa, y un Master en Diseño Gráfico en la película The Peter Stark Producing Program en la Universidad del Sur de California. Vive en Los Ángeles. Se casó con un hombre el 28 de junio de 2008 después de que la prohibición de California sobre el matrimonio gay fuera levantada.

## Filmografía

### Guiones producidos
| Año  | Título                            | Notas                     |
| ---- | --------------------------------- | ------------------------- |
| 1999 | Go                                |                           |
| 1999 | Blue Streak                       | Reescritura sin acreditar |
| 2000 | Titan A.E.                        |                           |
| 2000 | Los ángeles de Charlie            |                           |
| 2001 | Parque Jurásico III               | Reescritura sin acreditar |
| 2002 | Minority Report                   | Reescritura sin acreditar |
| 2003 | Los ángeles de Charlie: Al límite |                           |
| 2003 | El tesoro del Amazonas            | Reescritura sin acreditar |
| 2003 | Big Fish                          |                           |
| 2005 | Charlie y la fábrica de chocolate |                           |
| 2005 | Corpse Bride                      |                           |
| 2007 | The Nines                         | También director          |
| 2008 | Iron Man                          | Reescritura sin acreditar |
| 2012 | Frankenweenie                     |                           |
| 2019 | Aladdin                           |                           |
| TBA  | Bob: The Musical                  | Desarrollando             |

### Guiones no producidos
| Título                 | Notas                        |
| ---------------------- | ---------------------------- |
| Here and Now           | Primer guion                 |
| How to Eat Fried Worms | Borrador no usado            |
| A Wrinkle in Time      | Borrador no usado            |
| Devil's Canyon         | Wéstern de zombis sin vender |
| Fenwick's Suit         |                              |
| Demonology             |                              |
| Fantasy Island         |                              |
| Thief of Always        |                              |
| Scared Guys            |                              |
| Barbarella             |                              |
| Fury                   | Guion de acción sin vender   |
| Tarzán                 |                              |

### Televisión
| Año  | Título       | Notas               |
| ---- | ------------ | ------------------- |
| 2000 | D.C.         | Serie de televisión |
| ¿?   | The Remnants | Piloto              |